# Paralelo 70 S
O Paralelo 70 S é um paralelo no 70° grau a sul do plano equatorial terrestre. Atravessa o Oceano Antártico e a Antártida.

## Dimensões
Conforme o sistema geodésico WGS 84, no nível de latitude 70° S, um grau de longitude equivale a 38,19 km; a extensão total do paralelo é portanto 13.747 km, cerca de 34,30% da extensão do Equador, da qual esse paralelo dista 7.769 km, distando 2233 km do polo sul. Em 35% de sua extensão passa sobre terras da Antártica.

## Cruzamentos
Começando pelo Meridiano de Greenwich e tomando a direção leste, o paralelo 70° Sul passa sucessivamente por:
| País, território ou mar | Notas |
| ----------------------- | --- |
| Antártica               | Terra da Rainha Maud                                                                                     |
| Oceano Antártico        | A sul do Oceano Atlântico                                                                                |
| Antártica               | Terra da Rainha Maud                                                                                     |
| Oceano Antártico        | A sul do Oceano Índico                                                                                   |
| Antártica               | Terra da Rainha Maud, Terra de Enderby, Plataforma de gelo de Amery, Terra de Wilkes e Terra de Victoria |
| Oceano Antártico        | Mar de Ross, Mar de Amundsen e Mar de Bellingshausen, a sul do Oceano Pacífico                           |
| Antártica               | Ilha Alexandre e Península Antártica                                                                     |
| Oceano Antártico        | Mar de Weddell, a sul do Oceano Atlântico                                                                |
| Antártica               | Terra da Rainha Maud                                                                                     |